# Mappia
Mappia é um género de plantas  pertencente à família Icacinaceae. É originário da América Central. O género foi descrito por Jacq. e publicado em Plantarum Rariorum Horti Caesarei Schoenbrunnensis 1: 22 em 1797. Sua espécie tipo é Mappia racemosa Jacq..
É um género com 5 espécies distribuídas pelo México, América Central e Grandes Antilhas. As espécies asiáticas que anteriormente se incluíam neste género, atualmente são consideradas do género Nothapodytes.

## Distribuição
É uma espécie rara que se encontra nos bosques de pinheiro-azinheiras, desde o México até a Nicarágua.

## Espécies seleccionadas
- Mappia longipes Lundell
- Mappia mexicana B.L.Rob. & Greenm.
- Mappia multiflora Lundell